# Parawaldeckia kidderi
Parawaldeckia kidderi is een vlokreeftensoort uit de familie van de Lysianassidae. De wetenschappelijke naam van de soort is voor het eerst geldig gepubliceerd in 1876 door Smith.